# Nationale Alarmzentrale
Die Nationale Alarmzentrale (NAZ; französisch Centrale nationale d’alarme, italienisch Centrale nazionale d’allarme) ist eine Organisation der Schweizerischen Eidgenossenschaft für ausserordentliche Ereignisse, insbesondere solche, die mit der Freisetzung radioaktiven Materials verbunden sind. Sie hat ihren Sitz seit November 2019 in Bern (zuvor Zürich) und ist für die Einschätzung der Bedrohungslage zuständig und hat die Kompetenz, Massnahmen zum Schutz der Bevölkerung anzuordnen.
Die NAZ verfügt über einen kleinen Kernbereich von ständigen Mitarbeitern sowie über einen Armeestabsteil (Astt) der Schweizer Armee, welcher aus militarisierbaren Spezialisten besteht und die Durchhaltefähigkeit bei ausserordentlichen Lagen gewährleistet.